# Mários Stylianoú
Mários Stylianoú (en grec moderne : Μάριος Στυλιανού), né le 29 mars 1993 à Limassol, est un footballeur international chypriote. Il évolue au poste de défenseur droit à l'Ethnikos Achna.

## Carrière
Mários Stylianoú honore sa première sélection en équipe de Chypre le 27 mai 2014 lors d'un match amical contre le Japon.

## Statistiques
| Saison                | Club                  | Championnat           | Championnat | Championnat | Coupe(s) nationale(s) | Coupe(s) nationale(s) | Supercoupe | Supercoupe | Compétition(s) continentale(s) | Compétition(s) continentale(s) | Compétition(s) continentale(s) | Chypre | Chypre | Total | Total |
| Saison                | Club                  | Division              | M.          | B.          | M.                    | B.                    | M.         | B.         | Comp.                          | M.                             | B.                             | M.     | B.     | M.    | B.    |
| 2011-2012             | Apollon Limassol      | Marfin Laiki League   | 4           | 0           | -                     | -                     | -          | -          | -                              | -                              | -                              | -      | -      | 4     | 0     |
| 2012-2013             | Apollon Limassol      | Marfin Laiki League   | 4           | 0           | -                     | -                     | -          | -          | -                              | -                              | -                              | -      | -      | 4     | 0     |
| 2013-2014             | Apollon Limassol      | Marfin Laiki League   | 27          | 1           | 3                     | 0                     | 1          | 0          | C3                             | 3                              | 0                              | 1      | 0      | 35    | 1     |
| 2014-2015             | Apollon Limassol      | Marfin Laiki League   | 10          | 0           | -                     | -                     | -          | -          | C3                             | 5                              | 0                              | 1      | 0      | 16    | 0     |
| 2015-2016             | Apollon Limassol      | Marfin Laiki League   | 10          | 0           | 3                     | 0                     | -          | -          | C3                             | 3                              | 0                              | 1      | 0      | 17    | 0     |
| 2016-2017             | Apollon Limassol      | Marfin Laiki League   | -           | -           | -                     | -                     | -          | -          | C3                             | 2                              | 0                              | -      | -      | 2     | 0     |
| Total sur la carrière | Total sur la carrière | Total sur la carrière | 55          | 1           | 6                     | 0                     | 1          | 0          | -                              | 13                             | 0                              | 3      | 0      | 78    | 1     |

## Palmarès
Il remporte la coupe de Chypre en 2016 avec l'Apollon Limassol.